# Ренн (футбольний клуб)
Футбольний клуб «Ренн» (фр. Stade Rennais Football Club) — професіональний французький футбольний клуб з міста Ренн, який виступає у вищому дивізіоні чемпіонату Франції.
Заснований в 1901 році як Університетський клуб «Ренн». В 1971 році команда почала носити теперішню назву та здобула свій перший головний трофей, Кубок Франції, здолавши у фіналі «Ліон» з рахунком 1-0, завдяки голу Андре Гі.

## Історія

### Створення

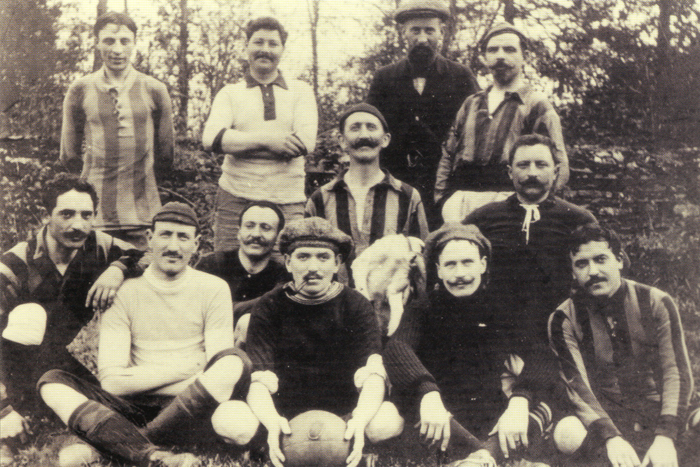
«Ренн» у 1904 році

Клуб був заснований 10 березня 1901 року колишніми студентами Ренна. Через два тижні команда провела свою першу гру проти сусіднього клубу «ФК Ренн», яку програла з рахунком 0-6. В 1902 році клуб набув статусу «Омніспорт» та увійшов до складу Спілки атлетичних спортивних клубів (фр. Union des sociétés françaises de sports athlétiques). В наступному році, команда увійшла до складу футбольної ліги Бретані та в своєму дебютному сезоні виграла чемпіонат.
Ключовими гравцями команди «Ренна» в 1903 році були: Мартін Петер, Ланжельє Монтуан, Дюшезн, Жильбер Гіс, Марсель, Леруа, Одрен, Жамен та інші. Дюшезн, Жамен, Петер та Гіс були серед тих, хто першими заснував клуб у 1901 році.
4 травня 1904 року, внаслідок об'єднання двох клубів з Ренна, утворилась нова команда — Університетський клуб «Ренн».

### 1904—1945
Під керівництвом валлійця Гріффіта, «Ренн» виграв Лігу Бретані в 1908 і 1909 роках.
У період з 1915 по 1922 роки клуб неодноразово ставав переможцем різних турнірів, які у Франції в той час проводилися нерегулярно. У 1922 році клуб вийшов у фінал кубка Франції.
У 1932 році клуб увійшов до числа двадцяти клубів, які взяли участь в першому сезоні французької професійної футбольної ліги. У першому сезоні команда посіла 6 місце в чемпіонаті, а її форвард Волтер Кайзер став найкращим бомбардиром. У чемпіонаті особливих успіхів команда не досягала, але в 1935 році вдруге в своїй історії дійшла до фіналу національного кубка. Однак, фінансова ситуація в клубі погіршувалася, і з початком Другої світової війни в 1939 році «Ренн» втратив професійний статус. Протягом двох років команда грала тільки в кубку країни й товариських матчах. У 1941 році команда взяла участь в чемпіонаті окупованій зони, в якому зайняла 7 місце з 9 учасників.

### 1945-1990
1949 року команда посіла 4-те місце в чемпіонаті, що стало найкращим результатом в історії клубу. Цей же результат був повторений в сезоні 1964/65. У тому ж сезоні клуб став володарем Кубка країни. У фіналі був обіграний «Сошо» (2:2, 3:1 у переграванні). Восени 1965 року відбувся дебют клубу в єврокубках. У розіграші Кубка кубків «Ренн» у першому ж раунді поступився празькій «Дуклі».
1970 року клуб дійшов до півфіналу кубка, а в наступному сезоні виграв його вдруге в історії. У фіналі з рахунком 1:0 був обіграний «Ліон». Єдиним гравцем клубу, які брали участь в обох переможних фіналах, став захисник Луї Кардьє. У 1975 році клуб вилетів у другий дивізіон, звідки повернувся лише 1983 року. У 1986 році клуб знову дістався до півфіналу кубка країни, де поступився «Марселю».

### 1990-наш час
1990-ті роки стали початком стабілізації ситуації в клубі. Проте, сезон 1990—1991 був провалений, незважаючи на наявність у складі таких гравців як Франсуа Омам-Біїк і Арнольд Устервір. Від вильоту команду врятували жорсткі адміністративні рішення по виключенню з вищого дивізіону «Ніцци» і «Бреста». У наступному сезоні команда все ж покинула вищий дивізіон. Клуб зробив ставку на вихованців своєї академії, в числі яких були Сільвен Вільтор, Жослен Гурвеннек, Ульріш Ле Пен і Лоран Юар. Уже через рік команда знову повернулася до вищого дивізіону. У 1993 році спонсором клубу стала компанія PPR.
У 1998 році мільярдер Франсуа Піно купив команду, забезпечивши їй надійне фінансове становище. Спочатку амбітний керівник клубу зробив ставку на запрошення легіонерів з Південної Америки, купивши Лукаса Северіно та Маріо Турді. У 1999 році команда посіла п'яте місце в чемпіонаті і потрапила в Кубок Інтертото, де дійшла до фіналу й поступилась «Ювентусу». Після невдалого сезону 2000—2001 стратегія розвитку клубу змінилася. Ставка була зроблена на вихованців власної академії, яка вважалася однією з найкращих у Франції. У 2003 році молодіжна команда клубу виграла кубок країни у своїй віковій категорії. У 2005 році клуб завоював право виступити в Кубку УЄФА, а в 2006 році був близький до потрапляння в єврокубки. До сезону 2008—2009 команда посідала найвищі місця. Згодом «Ренн» став середняком чемпіонату.

## Склад команди
Станом на 1 травня 2025
| №  | Поз. | Нац.        | Гравець                              |
| -- | ---- | ----------- | ------------------------------------ |
| 1  | ВР   | Франція     | Бріс Самба                           |
| 3  | ЗХ   | Франція     | Адріан Труффер (капітан)             |
| 4  | ЗХ   | Камерун     | Крістофер Ву                         |
| 5  | ЗХ   | Франція     | Ліліан Брассьє (в оренді з «Бреста») |
| 6  | ПЗ   | Нідерланди  | Азор Матусіва                        |
| 7  | НП   | Японія      | Кьоґо Фурухасі                       |
| 8  | ПЗ   | Кот-д'Івуар | Секо Фофана                          |
| 9  | НП   | Франція     | Арно Калімуендо                      |
| 10 | ПЗ   | Франція     | Людовік Блас                         |
| 11 | НП   | Йорданія    | Муса аль-Таамарі                     |
| 15 | ЗХ   | Сенегал     | Мікаіл Фає                           |
| 17 | ПЗ   | Уельс       | Джордан Джеймс                       |
| 18 | ЗХ   | Камерун     | Абубакар Нагіда                      |
| 19 | НП   | Бельгія     | Казім Олаігбе                        |
| 20 | НП   | Колумбія    | Андрес Гомес                         |

| №  | Поз. | Нац.                             | Гравець             |
| -- | ---- | -------------------------------- | ------------------- |
| 22 | ЗХ   | Франція                          | Лоренц Ассіньйон    |
| 23 | ВР   | Франція                          | Готьє Галлон        |
| 24 | ЗХ   | Франція                          | Антоні Руо          |
| 28 | ПЗ   | Бельгія                          | Аянда Сішуба        |
| 30 | ВР   | Франція                          | Стів Манданда       |
| 32 | ПЗ   | Франція                          | Науіру Ахамада      |
| 33 | ЗХ   | Нідерланди                       | Ганс Гатебур        |
| 36 | ЗХ   | Гана                             | Аліду Сейду         |
| 38 | ПЗ   | Франція                          | Джауї Сіссе         |
| 40 | ВР   | Центральноафриканська Республіка | Джеффрі Лембет      |
| 62 | НП   | Франція                          | Мохамед Кадер Мейте |
| 80 | ВР   | Туреччина                        | Доган Алемдар       |
| 90 | ПЗ   | Канада                           | Ісмаель Коне        |
| 97 | ЗХ   | Франція                          | Жеремі Жаке         |

## Досягнення
- Ліга 1
  - Бронзовий призер (1): 2020

- Ліга 2
  - Переможці (2): 1956, 1983

Виступи клубу у чемпіонаті Франції.

  - Фіналісти (4): 1939, 1958, 1980, 1993, 1994

- Кубок Франції
  - Переможці (3): 1965, 1971, 2019
  - Фіналісти (4): 1922, 1935, 2009, 2014

- Суперкубок Франції
  - Переможці (1): 1971
  - Фіналісти (1): 1965

- Регіональна ліга Захід
  - Переможці (1):  1920

- Кубок Інтертото
  - Переможці (1): 2008
  - Фіналісти (1): 1999

- Кубок Гамбарделла
  - Переможці (3): 1973, 2003, 2008

## Відомі гравці

### Французькі гравці
| - Жослен Англома - Домінік Аррібаже - Жан-Люк Аррібар - Марсель Обур - Жан-П'єр Брукато - Луї Кардьє - Патріс Картерон - Усман Дабо - Жан-Клод Даршевіль - Клод Дебайоль - Жюдьєн Ескюде | - Стефан Грегуар - Бернар Гуеффік - Жослен Гурвеннек - Йоан Гуркюф - Стефан Гіварш - Андре Гі - Ніколя Гуссе - Лоран Уар - Раймон Керузоре - Гі Лякомб - Жорж Ламія | - Бернар Лама - Робер Ламартін - Жан-Клод Лаво - Серж Ленуар - Ульріш Ле Пен - Серж Ле Дізе - Марсель Лонкль - Бертран Маршан - Олівьє Монтеррубіо - Дідьє Ното - Фредерік Пікіонн - Сімон Пуплен | - Жан Пруфф - Антоні Ревеєр - Робер Ріко - Даніель Родігьєро - Мікаель Сільвестр - Жерар Солер - Гі Стефан - Яннік Стопіра - Сільвен Вільтор - Паскаль Фужьє - Франк Гава |

### Іноземні гравці
| - Фарес Буздіра - Магі Хеннан - Уве Райндерс - Оскар Муллер - Сезар - Луіс Фабіано - Шабані Нонда - Франсуа Омам-Біїк - Бубакар Баррі - Лоран Поку | - Петр Чех - Джон Менса - Асамоа Г'ян - Андре Шімоньї - Ерік ван ден Богард - Маріо Мельхіот - Джон Утака - Хьєтіль Рекдаль - Єжи Віллім - Корнеліу Папуре | - Аллан Джонстон - Ламін Діатта - Ель-Хаджи Діуф - Ерік Едман - Андреас Ісакссон - Кім Чельстрем - Александер Фрай - Марко Грассі | - Сократ Мойсов - Горан Пандурович - Блаж Слишкович - Сильвестр Такач - Зденко Кобешчак - Сальвадор Артігас - Маджид Мусісі - Ісмаель Бангура |

## Всі тренери
| - Кальман Секань:1932-1933 - МакКлой:1933-1934 - Йозеф Пепі Шнайдер:1934-1936 - Жан Батмаль:1936-1939 - Франсуа Плейє:1945-1952 - Сальвадор Артігас:1952-1955 - Анрі Герен:1955-1961 - Антуан Кіссар:1961-1964 - Жан Пруфф:1964-1972 - Рене Седолен:1972-1974 - Антуан Кіссар:1974-1976 - Клод Дебаель:1976-1977 - Ален Жубер:1977-1979 - П'єр Гарсія:1979-1982 | - Жан Венсан:1982-1984 - П'єр Моска:1984-1986 - Патрік Рампільон:1987 - Раймон Керузоре:1987-1991 - Дідьє Ното:1991-1993 - Мішель Ле Мілліне:1993-1996 - Ів Колльо:1996-1997 - Гі Давід:1997-1998 - Поль Ле Гуен:1998-2001 - Крістіан Гуркюфф:2001-2002 - Філіпп Бержеро:2002 - Вахід Халілходжич:2002-2003 - Ласло Белені:2003-2006 - П'єр Дреоссі:2006-2007 | - Гі Лякомб:2007-2008 - Фредерік Антонетті 2009—2013 - Філіпп Монтаньє 2013—2016 - Роллан Курбіс: 2016 - Крістіан Гуркюфф: 2016—2017 - Сабрі Лямуші: 2017—2018 - Жульєн Стефан: 2018—2021 - Бруно Женезіо: 2021—2023 - Жульєн Стефан: 2023-н.ч. |